# Carlos Spadaro
Carlos Spadaro (Lanús, 5 febbraio 1902 – Lanús, 15 novembre 1985) è stato un calciatore argentino, di ruolo attaccante.

## Caratteristiche tecniche
Giocava come ala sinistra.

## Carriera
Ricevette la sua prima convocazione nel 1930 in occasione del Mondiale, in cui debutta subentrando ad un suo compagno, in occasione della partita contro il Messico. A fine torneo risulta vicecampione.
Subito dopo il Mondiale si è trasferito dal Lanús all'Estudiantil Porteño di Buenos Aires, con cui ha vinto un campionato argentino nel 1931.